# Робинс, Зои
Зои Робинс (англ. Zoë Robins, 19 февраля 1993; Веллингтон, Новая Зеландия) — новозеландская актриса.

## Биография
Родилась 19 февраля 1993 года в городе и столице Новой Зеландии Веллингтон.
Сыграла дебютную роль в возрасте 12 лет в фильме «Новое завтра». После данного фильма Робинс продолжила сниматься в фильмах и сериалах. Робинс также посещала актёрские курсы в  Окленде.
Одной из крупных работ является роль Белого Рейнджера в сериале «Могучие Рейнджеры: Сталь Ниндзя». Робинс снялась в двух сезонах сериала. Также она снялась в сериале «Хроники Шаннары».
С 2019 года Робинс снимается в сериале Amazon «Колесо времени», экранизации одноимённого цикла, где играет роль персонажа по имени Найнив ал’Мира. Премьера сериала состоялась в 2021 году. О своей роли во втором сезоне Робинс сказала, что такой материал был большим подарком для неё как актрисы. Издание Collider назвало её персонажа лучшим в сериале. В рецензии на первую часть второго сезона сериала в издании IGN Саманта Нельсон написала, что Робинс продолжает показывать выдающуюся игру .

## Личная жизнь
Есть сын, который родился в Лоуэр-Хатте, Веллингтон, Новая Зеландия.

## Фильмография

### Телевидение
| Год       | Название                        | Роль                                       |
| --------- | ------------------------------- | ------------------------------------------ |
| 2005      | Новое завтра                    | Фейгар(а)                                  |
| 2006      | Проклятие Киллиана              | Хейли Блумфилд                             |
| 2016      | Шортланд-стрит                  | Сабина Фарадж                              |
| 2016      | Хроники Шаннары                 | Зора                                       |
| 2019      | Тайны Брокенвуда                | Клео                                       |
| 2017-2018 | Могучие Рейнджеры: Сталь Ниндзя | Хейли Фостер (белый Ниндзя Сталь Рейнджер) |
| 2021      | Колесо времени                  | Найнив ал’Мира                             |

### Фильмы
| Год  | Название         | Роль | Дополнение |
| ---- | ---------------- | ---- | ---------- |
| 2019 | Чёрное Рождество | Уна  |            |